# 外环海河桥
39°04′21″N 117°18′39″E / 39.07256°N 117.31072°E外环海河桥，是天津市外环线东侧半环跨越海河的通道，是1987年在李瑞环主持下修建的。2014年，外环线海河桥进行提升改造。这座桥是区分海河中心城区段和郊区段的标志。